# Квинтин
Квинти́н (Quintinus) — основатель либертинской секты квинтинистов, портной из Геннегау.
Около 1530 вместе со своим земляком Покэ (Poquet) распространял во Франции своё учение о том, что человек действует лишь по внушению Святого Духа, и что, следовательно, грех — это воображаемое, ложное представление, а искупление — освобождение от этого миража. Квинтин в 1530 был сожжён в Турнэ. Полемические сочинения Кальвина против либертинцев в 1545 полны нападок на Квинтина.